# Supercoppa del Vietnam 2022
La Supercoppa del Vietnam 2022, noto come Cúp Thaco 2022 per motivi di sponsorizzazione, è stata la ventitresima edizione della Supercoppa del Vietnam, che si è svolta in un incontro unico il 29 gennaio 2023 tra l'Hà Nội, vincitore del campionato e della coppa nazionale e l'Hải Phòng, secondo classificato in campionato.

## Le squadre
| Squadre   | Qualificazione                                                 | Partecipazioni precedenti (il grassetto indica la vittoria) |
| --------- | -------------------------------------------------------------- | ----------------------------------------------------------- |
| Hà Nội    | Vincitrice della V League 1 2022 e della Coppa di Vietnam 2022 | 7 (2010, 2013, 2015, 2016, 2018, 2019, 2020)                |
| Hải Phòng | Secondo classificato della V League 1 2022                     | 2 (2005, 2014)                                              |

## Tabellino
| Arbitro: | Nguyễn Đình Thái |

|                        |           |  |
| Lucão 26’ Văn Kiên 76’ | Marcatori |  |